# تشيت فالك
تشيت فالك (بالإنجليزية: Chet Falk)‏ هو لاعب كرة قاعدة أمريكي، ولد في 15 مايو 1905 في أوستن في الولايات المتحدة، وتوفي بنفس المكان في 7 يناير 1982.

## وصلات خارجية
- تشيت فالك على موقعبيزبول رفرنس.كوم (الدوري الرئيسي) (الإنجليزية)